# Kleinwindsheim
Kleinwindsheim ist die ursprüngliche Siedlung von Bad Windsheim im mittelfränkischen Landkreis Neustadt an der Aisch-Bad Windsheim.

## Geschichte
Die Gründung Kleinwindsheims geht etwa auf das Jahr 530 zurück. Der Ort befand sich früher zwischen Windsheim und Illesheim an der Stelle der heutigen Kleinwindsheimermühle an der Rannach. Er wurde von einer kleinen Kirche, mehreren Höfen und einer Mühle gebildet.
Besitzer war die ritterliche Familie der Gailinge und Esel. Arnold Gailing verkaufte seinen Hof 1391 an Peter Kumpf. Dieser war seit 1388 Mitglied des Rates von Windsheim und schenkte den Ort 1405 dem Hospital von Windsheim. Dieses hatte im Jahr 1377 Teile von Kleinwindsheim von Ritter Friedrich Esel erworben. Bei diesem Geschäft gab der Bischof Gebhard von Würzburg seine Rechte daran auf. Das Hospital bekam nach und nach auch weitere Anwesen. Die restlichen Höfe und die Kirche verfielen mit der Zeit. 
Aufgrund einer Urkunde aus dem Jahr 1317 kann davon ausgegangen werden, dass es sich um die Muttersiedlung gehandelt hat. Die jetzige Stadt Windsheim wurde etwas später als zweite Siedlung gegründet. Beide Siedlungen bestanden jahrhundertelang nebeneinander. Der von Freibauern bewohnte Ort wurde nach fränkischem Brauch als Königshof gesichert. 889 wurde die Martinskirche des Ortes das letzte Mal urkundlich erwähnt.